# Pluméliau-Bieuzy
Pluméliau-Bieuzy község Franciaország Bretagne régiójában, Morbihan megyében. Új községként 2019. január 1-jén jött létre két korábbi község: Pluméliau és Bieuzy egyesítésével. Lakosainak száma 4535 fő (2022. január 1.).

## Népesség
| Lakosok száma | 4379 | 4363 | 4355 | 4341 | 4438 | 4535 |
|               | 2017 | 2018 | 2019 | 2020 | 2021 | 2022 |